# Los Nivram
Els Nivram van ser una banda de rock formada a Granollers el 1963. En els orígens estava integrada pels germans Jordi Mauri (veu, saxo, guitarra rítmica), Francesc Mauri (baix) i Josep Mauri (bateria); als quals es va unir més endavant en Josep David Sala com a guitarra solista.

## Biografia
La principal influència del grup era la banda britànica The Shadows. De fet, van posar-se el nom a partir d'una cançó d'aquests (que era, al seu torn, el cognom del seu líder, Hank Marvin, escrit a l'inrevés) i, com ells, van començar fent Rock instrumental. Amb la British Invasion a partir de 1964, la seva línia va canviar cap al Beat i el Rythm and blues, van comançant a compondre les seves pròpies cançons en la línia de The Beatles, The Rolling Stones, The Animals o The Kinks.
Després d'assolir un èxit rellevant a Catalunya van ser fitxats per la discogràfica barcelonina Regal, amb la qual van publicar el seu primer EP a principis de 1965. En el disc hi ha una versió de la peça instrumental de Henry Mancini "Peter Gunn's Theme" i tres cançonspròpies, molt influïdes pel Beat El 1966, van publicar el seu segon i últim EP amb un so més proper al rythm and blues i la psicodelia, prefigurant fins i tot alguns tics propis del que després es denominaria Garage rock. En ell destaca la cançó "Sombras". A finals d'aquell any, tres dels seus membres van haver de fer el servei militar però tot i això encara realitzarien actuacions a les Balears ja que tots van ser destinats allà. Finalment, però,en Josep David Sala va marxar a viure a Finlàndia el grup es dissoldria definitivament.
Els seus temes han aparegut en diversos recopilatoris de música espanyola i europea dedicats als sons dels 60. El 2014 la discogràfica Munster Rècords va recollir tots els seus enregistraments en un LP.

## Discografia
- Ep "Los Nivram" (Regal, 1965)
- Ep "Mi Estrella" (Regal, 1966)
- LP "Los Nivram" - Recopilatori (Munster Rècords-Electro Harmonix, 2014)